# Веселе (Сімферопольський район)
Весе́ле (до 1948 року — Атман, крим. Atman) — село Сімферопольського району Автономної Республіки Крим.